# Calymperopsis vietnamensis
Calymperopsis vietnamensis är en bladmossart som beskrevs av Ninh 1981. Calymperopsis vietnamensis ingår i släktet Calymperopsis och familjen Calymperaceae. Inga underarter finns listade i Catalogue of Life.